# Valdivia Point
Der Valdivia Point ist eine Landspitze an der Danco-Küste des Grahamlands auf der Antarktischen Halbinsel. In der Hughes Bay markiert er die Nordwestseite der Einfahrt zur Salvesen Cove.
Teilnehmer der Schwedischen Antarktisexpedition (1901–1903) unter der Leitung Otto Nordenskjölds kartierten sie und benannten sie irrtümlich als Valdivia-Insel. Luftaufnahmen der Falkland Islands and Dependencies Aerial Survey Expedition aus den Jahren von 1956 und 1957 klärten diesen Irrtum auf, so dass das UK Antarctic Place-Names Committee 1960 eine Anpassung der Benennung vornahm. Namensgeber ist die Valdivia, Forschungsschiff bei der Valdivia-Expedition (1898–1899) unter der Leitung von Carl Chun.